# Štefan Mačák
Štefan Mačák (* 13. leden 1985) je slovenský šachový velmistr. Nejlepšího ratingu Elo dosáhl v červenci 2008 a to 2557.
Mačák patřil ke druhé generaci slovenského vrcholového šachu, hrál vícekrát v juniorských nejvyšších soutěžích, hrál i za Slovensko na juniorském mistrovství Evropy a světa. Na Slovan Open v Bratislavě 2003 skončil na čtvrtém místě. Jeho ELO nebylo nad hodnotou 2400 až do léta roku 2008. Na červencové listině v témže roce již dosáhl výše uvedeného ratingu, což je nárůst o 215 bodů od dubna. To znamená že se z úrovně mistra se dostal na úroveň šachového velmistra. Vyhrál i velmi silně obsazený open v Calvi s 8 body z 9 partií a obstojně hrál i na dalších turnajích - Differdange (6 z 9), La Roda (6 ½ z 9) , Plovdiv (6 z 11), Olbia (4 ½ z 9). Započítala se mu i kvalitně sehraná mistrovství Slovenska družstev sezóny 2007/08. Později mu však rating postupně klesl na 2468 (v říjnu 2009).